# Hello Kitty's Paradise
Hello Kitty's Paradise (O Paraíso de Hello Kitty no Brasil ou Olá Kitty em Portugal) (キティズパラダイス, Kitizu Paradaisu) é uma série de anime japonesa produzida pela Sanrio entre 1999 até 2011 e teve 16 episódios agrupados em 2 episódios consecutivos de 11 minutos.
Em Portugal, a série foi emitida pelo 2: e distribuída através de DVDs pela editora Prisvideo.
No Brasil, foi distribuída através de DVDs pela LW Editora.

## Personagens
- Kitty
- Mimmy
- Mãe da Kitty e da Mimmy
- Pai da Kitty e da Mimmy
- Moley, a toupeira
- Sally, a passarinha
- Hally, a passarinha

## Elenco

### Seiyūs
- Megumi Hayashibara como Kitty
- Miina Tominaga como Mimmy
- Sumi Shimamoto como a Mãe
- Kenichi Enomoto como Moley

### Dobragem Portuguesa
- Dobragem:
- Kitty - Bárbara Lourenço
- Mimmy - Sandra de Castro
- Mamã - Ana Catarina
- Papá - Sérgio Calvinho
- Fiffy / Mãe de Fiffy / Miguelito / Toupeirinha - Raquel Ferreira
- Canções do Genérico: Sandra de Castro e Sérgio Calvinho
- Estúdio: Nacional Filmes